# Franz Hoffmann

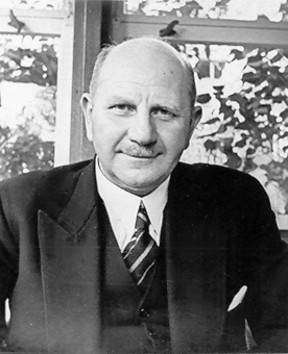
Franz Hoffmann omkring 1935

Franz Hoffmann, född  13 juni 1884 i Charlottenburg, död 15 juli 1951 i Berlin-Westend, var en tysk arkitekt som främst verkade i Berlin. Han arbetade tillsammans med Bruno Taut och Max Taut i arkitektbyrån Taut & Hoffmann.
Hoffmann var med och arbetade fram projekt som Gartenstadt Falkenberg och Siedlung Schillerpark som idag är klassade som världsarv av Unesco och ingår i Berlins modernistiska bostadsområden. 